# Mori Sosen
Mori Sosen (japanisch 森 狙仙; geboren 1747; gestorben 18. August 1821) war ein japanischer Maler der späten Edo-Zeit.

## Leben und Wirken
Mori Sosen war ein Sohn des Malers namens Tachibana Jokansai (橘 如閑斎). Sein eigentlicher Vorname war Shūzō (守象) und sein Rufname war Shuga (叔牙). Seine Künstlernamen waren neben Sosen, Jokansai (如寒斎) und Reimeian (霊明庵). Er lebte in Osaka und lernte das Malen zunächst von seinem ältesten Bruder Yōshin (陽信), seinem zweiten Bruder Shūhō (森周峯; 1738–1823) und von Katsube Nyoshunsai (勝部 如春斎; 1721–1784) von der Kanō-Schule, wurde jedoch auch von Maruyama Ōkyo beeinflusst. In seinen späten 30er Jahren begann er, seinen eigenen, originellen Stil zu entwickeln. Er etablierte einen skizzenhaften Malstil und war hauptsächlich in Osaka als Meister der Affenkalligraphie tätig und gründete eine Schule. Es wird vermutet, dass er nach Erreichen seines 60. Geburtstages im Jahr 1807 seinen Namen von Sosen in Saisen, bei gleicher Schreibung, änderte.
Mori schuf eine einzigartige, traumhafte Gemäldewelt, indem er die Motive seiner Gemälde in wohlproportionierten, skizzenhaften Ausdrücken darstellte und den Hintergrund als dichten Raum einfing, indem er die humorvollen Posen dieser Kreaturen mit beispielloser Feinheit und Detailgenauigkeit sowie seinen Stil zum Ausdruck brachte. Die Malerei ist insofern bedeutsam, als sie eine moderne Verschmelzung von Mode und Technik darstellt und ihre eigenen Merkmale aufweist.
Zu den repräsentativen Werken gehören „Setchū Kemono-zu Fusuma“ (雪中獣禽図襖) – „Schiebetüren mit wilden Tieren im Schnee“ im Tempel Kōsei-in (広誠院) in Kyōto, und „Akiyama Yūka zu“ (秋山遊鹿図) – „Spielende Hirsche in herbstlichen Bergen“ im Nationalmuseum Tokio. Weitere Werke sind im Cleveland Museum of Art und im Minneapolis Institute of Art zu sehen.
Mori Tetsuzan (森 徹山; 1771–1841) und Mori Kansai (森 寛斎; 1814–1894) sind Beispiele für Maler der Mori-Schule, die Saisens Malstil geerbt und weiterentwickelt haben.

## Werke (Auswahl)
Mori Sosen ist vor allem für seine realistischen Tierbilder, insbesondere von Affen bekannt.

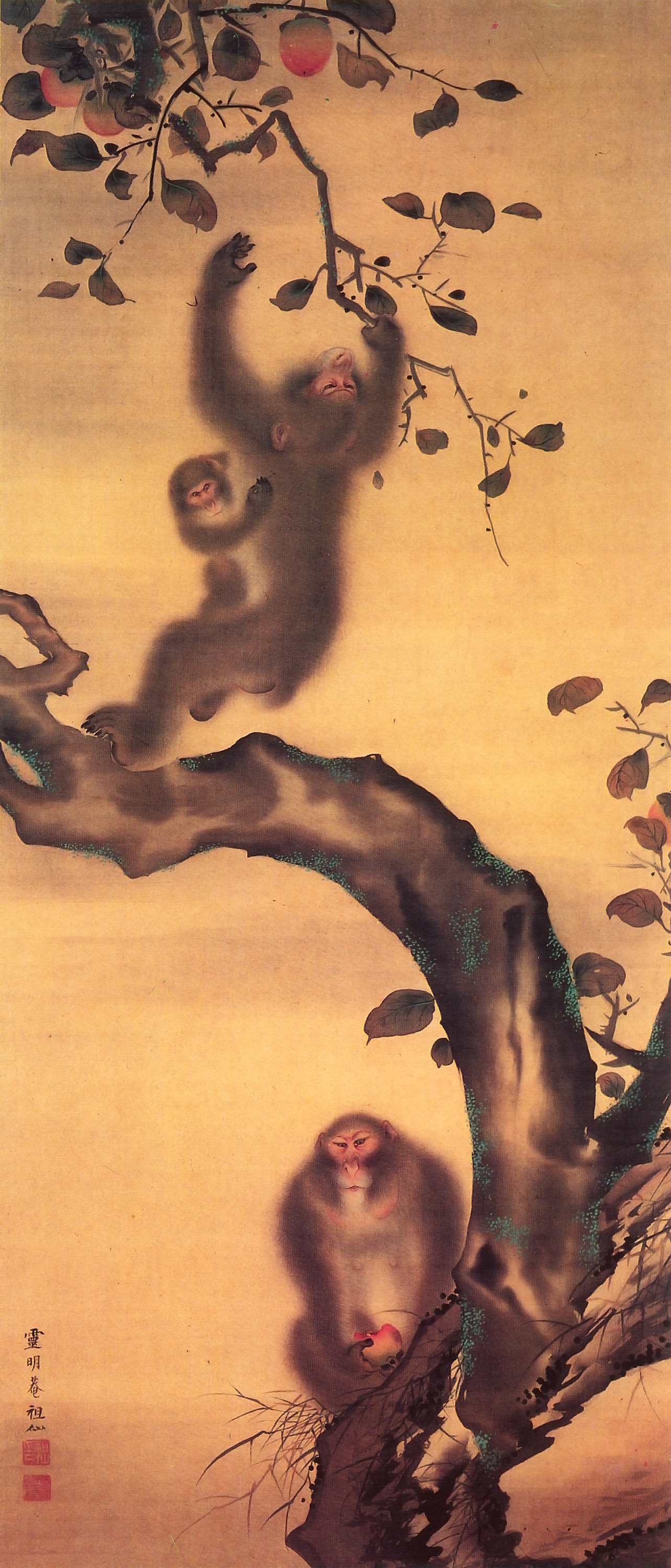
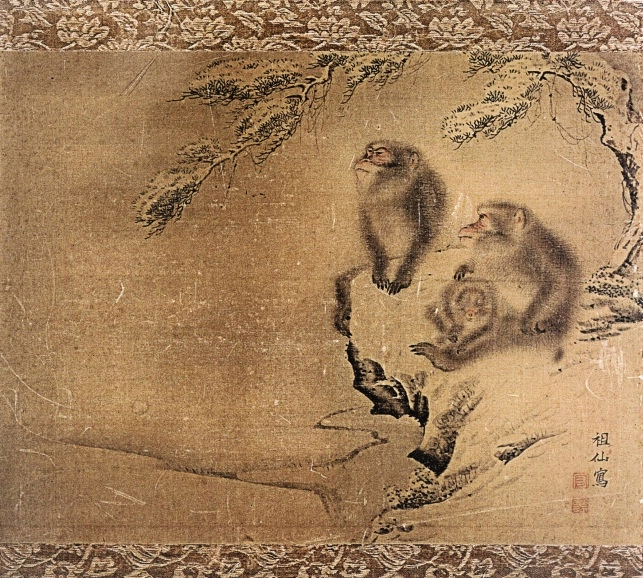
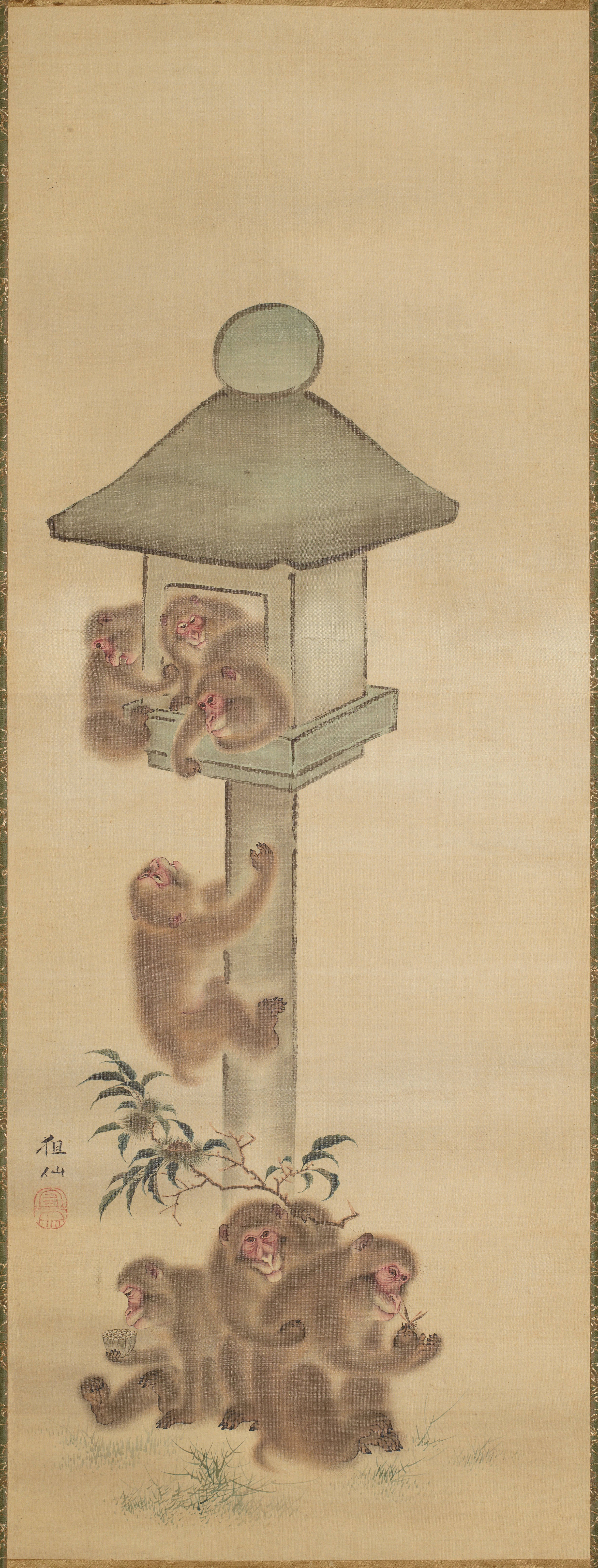
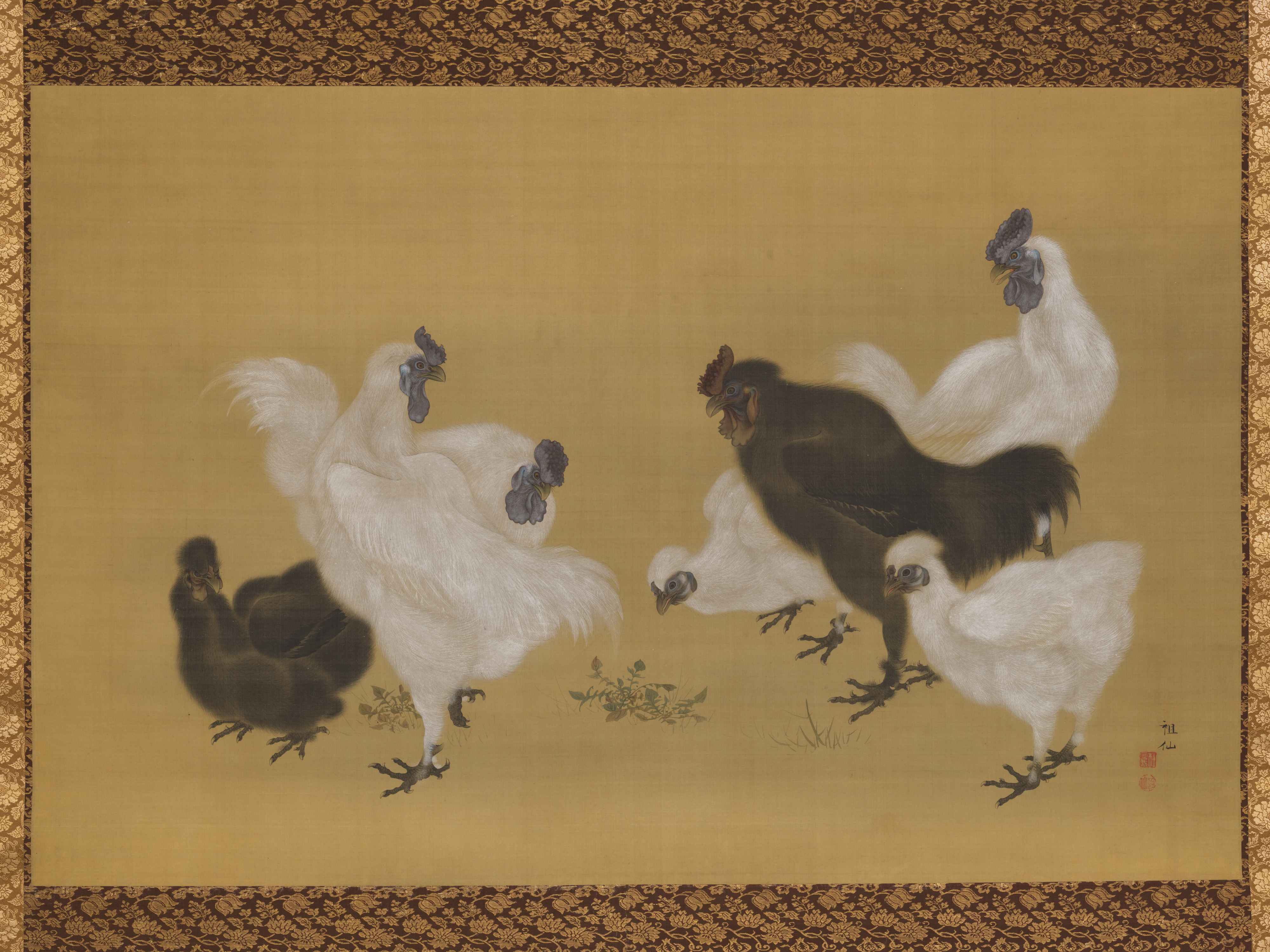
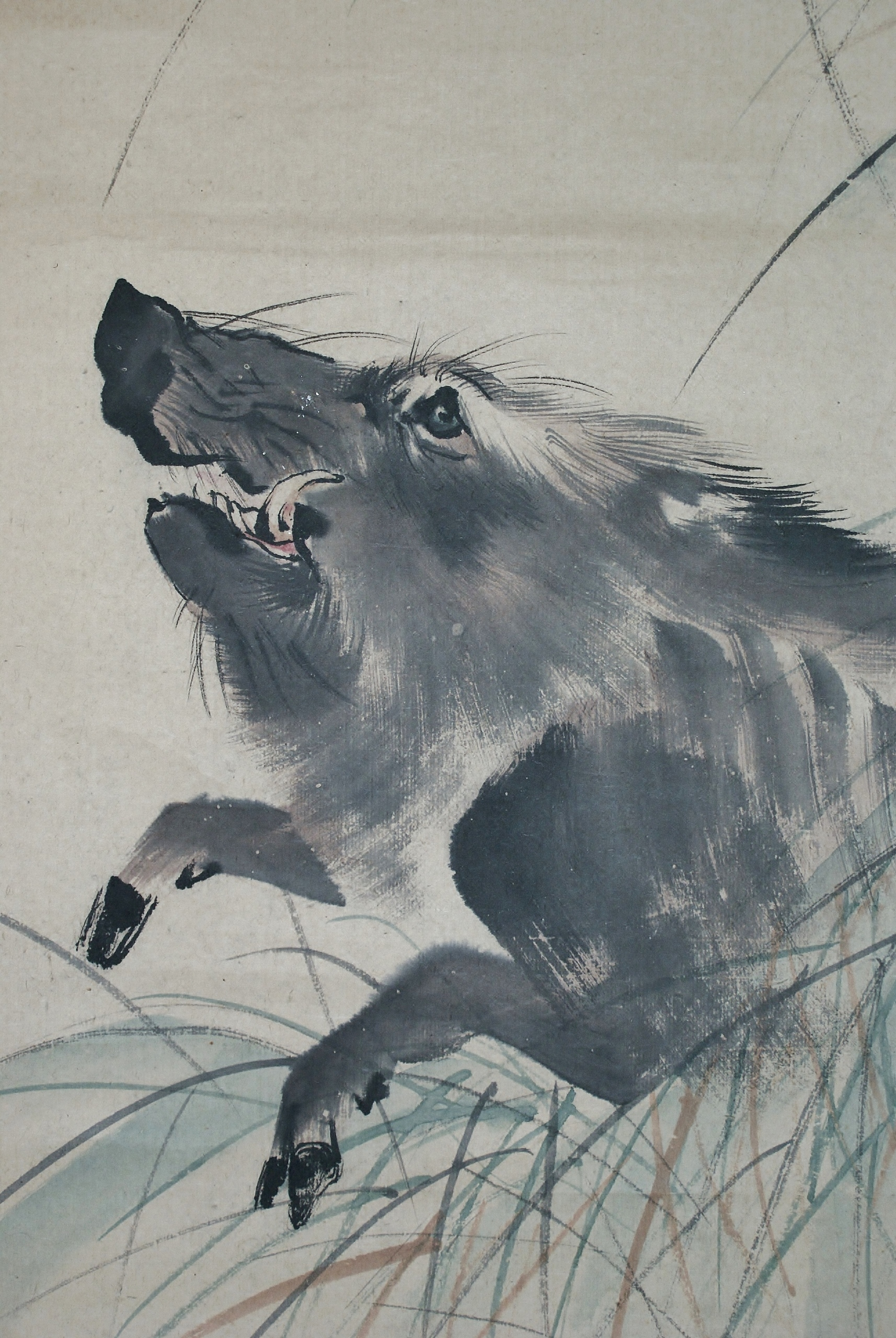
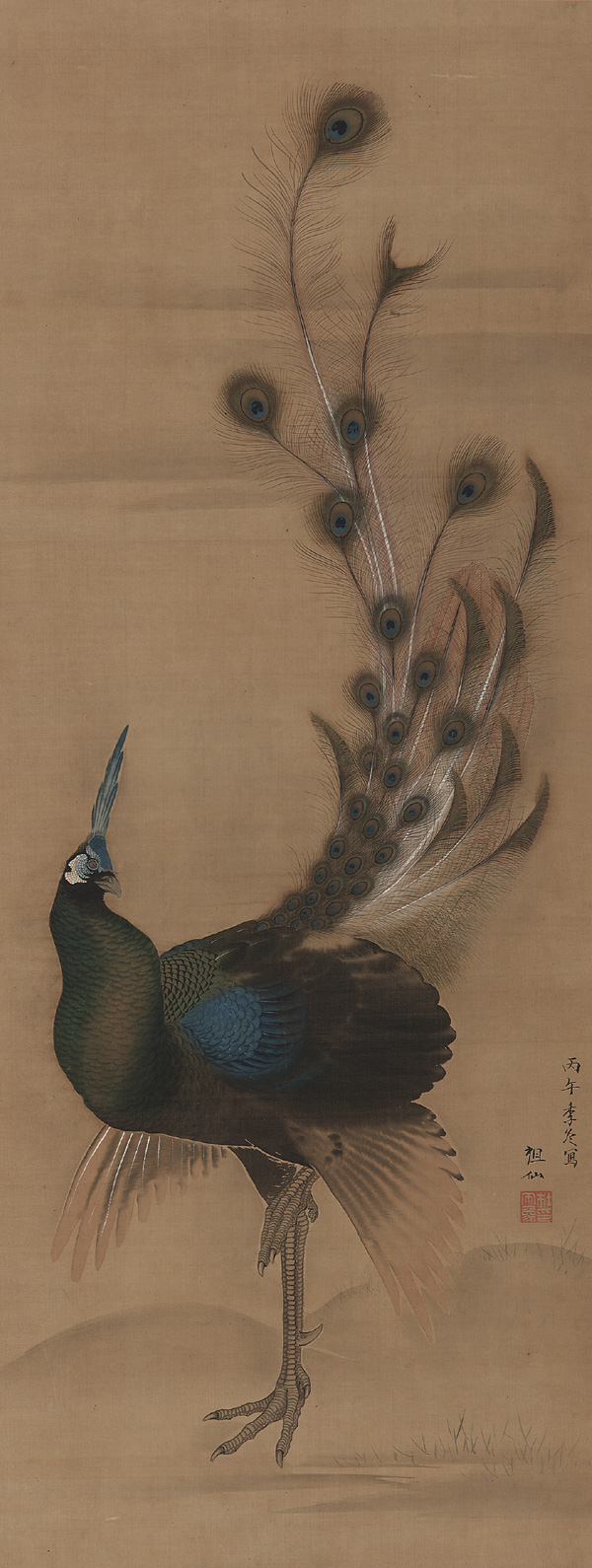